# Madonne-et-Lamerey
Madonne-et-Lamerey település Franciaországban, Vosges megyében. Lakosainak száma 407 fő (2022. január 1.). Madonne-et-Lamerey Bouzemont, Circourt, Damas-et-Bettegney, Derbamont, Dompaire és Ville-sur-Illon községekkel határos.

## Népesség
A település népességének változása:
| Lakosok száma | 375  | 381  | 403  | 401  | 403  | 405  | 407  | 407  | 407  |
|               | 2013 | 2015 | 2016 | 2017 | 2018 | 2019 | 2020 | 2021 | 2022 |